# Montemarzino
Montemarzino (piemontesisch Montmarsen) ist eine Gemeinde Einwohnern in der italienischen Provinz Alessandria (AL), Region Piemont.

## Lage und Einwohner
Die Gemeinde Montemarzino liegt 40 km östlich von der Provinzhauptstadt Alessandria entfernt, unweit der Curone, in der Weinregion Colli Tortonesi. Das Gemeindegebiet umfasst eine Fläche von 9 km² und hat 307 (Stand 31. Dezember 2023).
Die Nachbargemeinden sind Avolasca, Casasco, Momperone, Monleale, Montegioco, Pozzol Groppo und Volpedo.

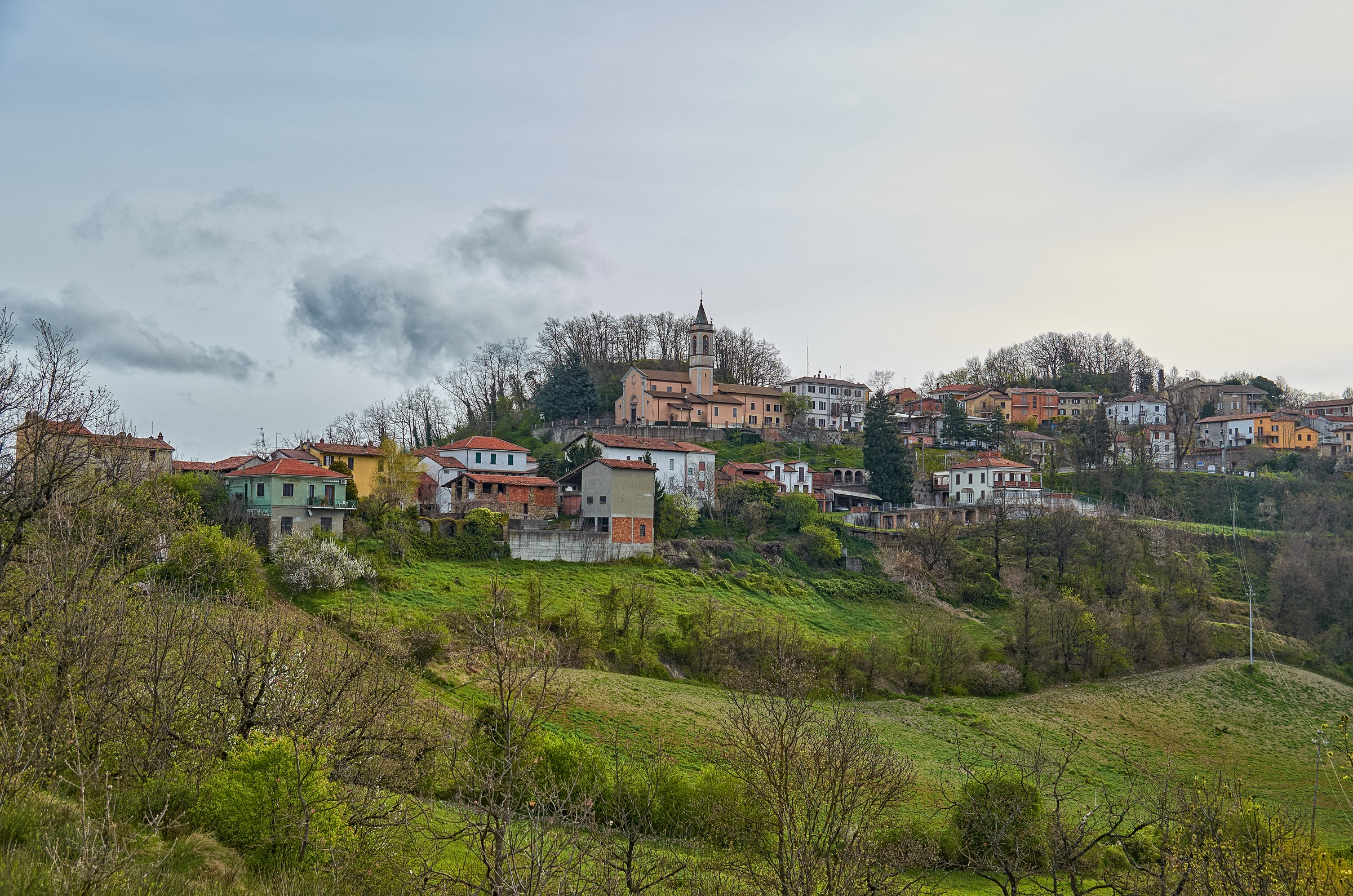
Panorama

### Bevölkerungsentwicklung
Die Gemeinde hatte in den letzten 100 Jahren, beginnend 1921, einen Bevölkerungsrückgang von 70 % zu verkraften.

## Geschichte

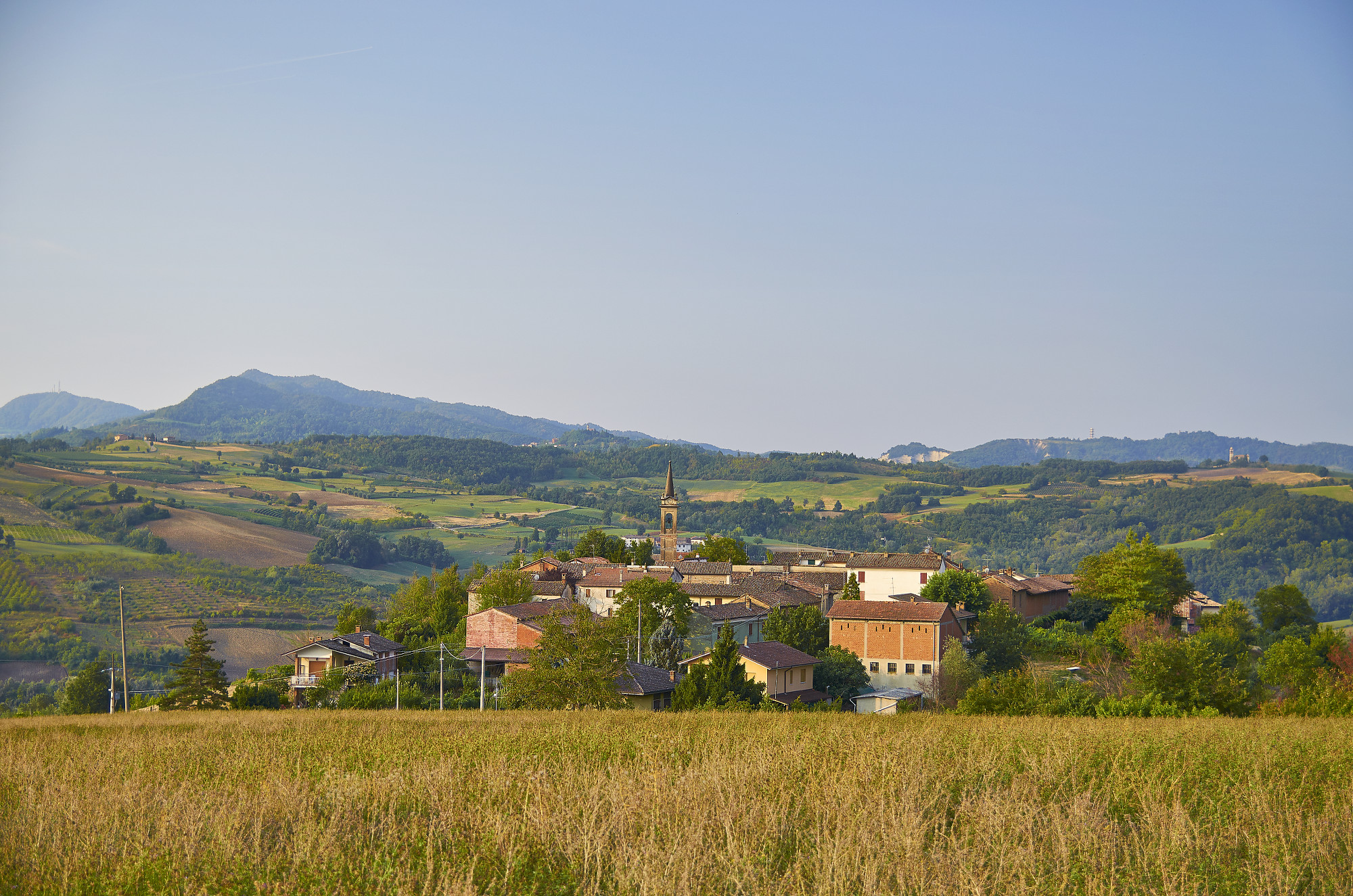
Die Fraktion Segagliate

Der Ortsname ist seit dem Jahr 1198 durch die Formen „Montismaurisini“, „Monsmorixinus“, „Monsmorisinus“, „Monte Morexino“, „Montemurixino“ und eine Reihe von grafischen Varianten von geringer Bedeutung belegt. Die Etymologie des Namens findet sich in „Mauricino“ und spielt auf eine Siedlung der Mauren an, ein Überbleibsel der Sarazeneninvasion in Tortona. 
Die Siedlung wurde im Mittelalter erbaut und gehörte ursprünglich den Herren von Gavi. Nachdem es ab dem Jahr 1098 Teil der Gerichtsbarkeit der Gemeinde Tortona geworden war, wurde es 1164 von Federico I. Pavia zugesprochen. Anschließend wurde es an Tortona zurückgegeben und danach von den Herren von Gavi zurückerobert, die es abtraten an die Gemeinde Genua. Unter der neuen Gerichtsbarkeit wurde es zunächst an die Familie Doria und dann an die Familie Spinola belehnt. 
Nachdem die Gemeinde im 18. Jahrhundert Teil der savoyischen Herrschaft wurde, ereilte sie das gleiche Schicksal wie viele andere Gemeinden in der Gegend. 

## Sehenswürdigkeiten
- Die Ruinen der Burg Malaspina.[2]
- Die Pfarrkirche San Giovanni Battista, erbaut im 18. Jahrhundert und zu Beginn des 20. Jahrhunderts erweitert.[3]
- Das Oratorium von San Giuseppe aus dem Jahr 1709.